# 데생당팡
대수기하학에서 데생당팡(프랑스어: dessin d’enfant)은 리만 곡면을 리만 구 위의 분기화 데이터로 나타내는 그래프이다.

## 정의
데생당팡 {\displaystyle (V,E,\Sigma )}은 다음과 같은 데이터로 주어진다.
- {\displaystyle \Sigma }는 콤팩트 연결 2차원 가향 다양체이다.
- {\displaystyle V\subseteq \Sigma }는 {\displaystyle \Sigma }의 유한 부분 집합이다.
- {\displaystyle V\subseteq \Sigma }는 {\displaystyle X_{0}}을 포함하는 {\displaystyle \Sigma }의 부분 집합이며, 다음을 만족시킨다.
  - {\displaystyle E\setminus V\subseteq \Sigma }는 유한 개의 열린 선분들의 분리 합집합이다. 즉, {\displaystyle E}는 {\displaystyle V}를 꼭짓점 집합으로 하는 유한 그래프 {\displaystyle \Gamma }를 정의한다. 또한, 이 그래프는 이분 그래프이어야 한다.

흔히, 데생당팡의 꼭짓점들은 (이분 그래프의 구조를 나타내기 위하여) 검게 또는 희게 칠해진다.
두 데생당팡 {\displaystyle (V,E,\Sigma )}, {\displaystyle (V',E',\Sigma ')} 사이의 동형 사상은 다음 조건을 만족시키는 위상 동형 사상 {\displaystyle \iota \colon \Sigma \to \Sigma '}이다.
{\displaystyle \iota (V)=V'}
{\displaystyle \iota (E)=E'}
데생당팡 {\displaystyle (\Gamma ,\Sigma )}에 (각 변의 양끝의 색이 다르게 되는) 흰색·검은색 2색으로의 그래프 색칠이 주어졌다고 하자. 이렇게 색칠된 데생당팡 {\displaystyle (V,E,\Sigma )}가 다음 조건을 만족시킨다면, 깨끗한 데생당팡(영어: clean dessin d’enfant)이라고 한다.
- 모든 흰색 꼭짓점의 차수(즉, 연결된 변의 수)는 2이다.

깨끗한 데생당팡의 경우, 흰색 꼭짓점들을 삭제하면 (색칠이 없는) 유한 그래프를 이룬다. 반대로, 임의의 유한 그래프 {\displaystyle \Gamma }에 대하여, 모든 꼭짓점을 검게 칠하고, 각 변의 중심에 새 (차수 2의) 흰 꼭짓점을 추가하면, 이는 깨끗한 데생당팡을 이룬다.

### 벨리 쌍
벨리 정리(Белый定理, 영어: Belyi’s theorem)에 따르면, {\displaystyle {\bar {\mathbb {Q} }}} 위에 정의된 연결 매끄러운 사영 대수 곡선 {\displaystyle X/\operatorname {Spec} {\bar {\mathbb {Q} }}}에 대하여, 분지점 집합이 {\displaystyle \{0,1,\infty \}}의 부분 집합인 {\displaystyle {\bar {\mathbb {Q} }}}-스킴 사상
{\displaystyle f\colon X\to \mathbb {P} _{\bar {\mathbb {Q} }}^{1}}
가 존재한다. 즉, {\displaystyle f}를 {\displaystyle \mathbb {P} _{\bar {\mathbb {Q} }}^{1}\setminus \{0,1,\infty \}}의 원상에 국한하였을 때, 이는 에탈 사상을 이룬다.
즉, 임의의 연결 매끄러운 사영 복소수 대수 곡선(≈연결 콤팩트 리만 곡면) {\displaystyle X} 및 복소수 대수다양체 사상
{\displaystyle f\colon X\to \mathbb {P} _{\mathbb {C} }^{1}}
에 대하여, 다음 두 조건이 서로 동치이다.
- {\displaystyle f}의 분지점의 모든 값들은 세 개 이하이며, 이 세 값 모두 대수적 수이다.
- {\displaystyle f}는 {\displaystyle {\bar {\mathbb {Q} }}} 위에 정의된다.

이 조건을 만족시키는 사상을 벨리 사상(Белый-, 영어: Belyi map)이라고 하며, {\displaystyle (X,f)}를 벨리 쌍(Белый雙, 영어: Belyi pair)이라고 한다.

### 리만 곡면에 대응되는 데생당팡
벨리 쌍 {\displaystyle (X,\beta )}가 주어졌다고 하자. 그렇다면, 다음과 같은, 검은색·흰색 그래프 색칠이 주어진 그래프 {\displaystyle \Gamma }를 구성할 수 있다.
- 각 검은색 꼭짓점들은 {\displaystyle \beta } 아래 {\displaystyle 0\in \mathbb {CP} ^{1}}의 원상에 대응한다.
- 각 흰색 꼭짓점들은 {\displaystyle \beta } 아래 {\displaystyle 1\in \mathbb {CP} ^{1}}의 원상에 대응한다.
- 각 변은 {\displaystyle \beta } 아래 선분 {\displaystyle [0,1]\subsetneq \mathbb {CP} ^{1}}의 원상에 대응한다.

이는 리만 곡면 {\displaystyle X} 속의 이분 그래프를 이룬다.
데생당팡과 벨리 사상의 성질은 다음과 같이 대응한다.
| 데생당팡                       | 벨리 사상                                                    |
| ------------------------------ | ------------------------------------------------------------ |
| 변                             | 분지 피복의 겹 (다항식의 경우, 그 수는 다항식의 차수와 같다) |
| 그래프의 여집합의 연결 성분    | 무한대의 원상                                                |
| 그래프가 나무인지 여부         | 무한대가 유일한 원상을 가는지 여부                           |
| 검은 꼭짓점                    | 0의 원상                                                     |
| 흰 꼭짓점                      | 1의 원상                                                     |
| 꼭짓점의 차수 (연결된 변의 수) | 분지점의 분지 지표                                           |

## 성질
유리수체의 절대 갈루아 군 {\displaystyle \operatorname {Gal} (\mathbb {Q} )=\operatorname {Gal} ({\bar {\mathbb {Q} }}/\mathbb {Q} )}를 생각하자. 이들은 모든 데생당팡의 집합 위에 추이적으로 작용한다. 사실, 이는 나무 데생당팡들의 집합에 국한하여도 추이적 작용을 이룬다.
구체적으로, 임의의 벨리 사상 {\displaystyle f\colon X\to \mathbb {P} _{\bar {\mathbb {Q} }}^{1}}이 주어졌을 때, 절대 갈루아 군의 원소 {\displaystyle g\in \operatorname {Gal} (\mathbb {Q} )}는 사상
{\displaystyle \phi _{g}\colon \mathbb {P} _{\bar {\mathbb {Q} }}^{1}\to \mathbb {P} _{\bar {\mathbb {Q} }}^{1}}
을 정의한다. (이는 물론 무한대 및 모든 유리수를 고정시킨다.) 이에 따라, 또다른 벨리 사상 {\displaystyle \phi _{g}\circ f\colon X\to \mathbb {P} _{\bar {\mathbb {Q} }}^{1}}를 정의할 수 있다.
특히, {\displaystyle f}와 {\displaystyle \phi _{g}\circ f}에 대응하는 데생당팡은 같은 (유한한) 수의 변을 가지므로, 주어진 데생당팡의 안정자군 {\displaystyle G\leq \operatorname {Gal} ({\bar {\mathbb {Q} }})}에 대하여, {\displaystyle \operatorname {Gal} ({\bar {\mathbb {Q} }})/G}는 유한군이다. 갈루아 이론에 의하여, {\displaystyle G}는 {\displaystyle \mathbb {Q} }의 유한 확대, 즉 수체에 대응한다. 이 수체를 데생당팡의 모듈러스 수체(modulus數體, 영어: field of moduli)라고 한다.

### K_{1,n}

완전 이분 그래프. 이는 벨리 사상 에 대응하는 데생당팡이다.

## 예

### K1,n
완전 이분 그래프 {\displaystyle K_{1,n}}는 데생당팡을 이루며, 이는 벨리 사상
{\displaystyle f\colon \mathbb {CP} ^{1}\to \mathbb {CP} ^{1}}
{\displaystyle f\colon z\mapsto z^{n}}
에 대응한다.

### 경로 그래프
꼭짓점을 {\displaystyle n+1}개 갖는 경로 그래프 {\displaystyle \Gamma }를 생각하자. 이에 대응하는 벨리 사상은 다음과 같다.
{\displaystyle \mathbb {CP^{1}} \to \mathbb {CP} ^{1}}
{\displaystyle z\mapsto {\frac {1}{2}}\left(\operatorname {T} _{n}(z)+1\right)}
여기서 {\displaystyle \operatorname {T} _{n}}은 {\displaystyle n}차 체비쇼프 다항식이다. (이는 체비쇼프 다항식의 분지점은 ±1이기 때문이다.)

### 간단한 예
간단한 벨리 사상에 대응하는 데생당팡들은 다음과 같다.

### 복잡한 예
예를 들어, 벨리 사상
{\displaystyle f\colon \mathbb {CP} ^{1}\to \mathbb {CP} ^{1}}
{\displaystyle f\colon z\mapsto -{\frac {(z-1)^{3}(z-9)}{64z}}=1-{\frac {(z-3+2{\sqrt {3}})^{2}(z-3-2{\sqrt {3}})^{2}}{64z}}={\frac {1}{64}}\left(-z^{3}+12z^{2}-30z+28-{\frac {9}{z}}\right)}
를 생각하자. 이 경우, {\displaystyle \{0,1,\infty \}}의 원상인 분지점들은 다음과 같다.
| {\displaystyle z}              | {\displaystyle f(z)} | {\displaystyle \deg _{z}f} |
| ------------------------------ | -------------------- | -------------------------- |
| 1                              | 0                    | 3                          |
| 9                              | 0                    | 1                          |
| {\displaystyle 3+2{\sqrt {3}}} | 1                    | 2                          |
| {\displaystyle 3-2{\sqrt {3}}} | 1                    | 2                          |
| 0                              | ∞                    | 1                          |
| ∞                              | ∞                    | 3                          |
이에 따라, 이 벨리 쌍에 대응되는 데생당팡은 다음과 같다.
이는 깨끗한 데생당팡이다.

## 역사
1879년에 펠릭스 클라인은 어떤 특별한 리만 곡면을 계산하기 위하여 오늘날의 데생당팡과 사실상 같은 그래프들을 사용하였으며, 독일어: Linienzug 리니엔추크[*](“선형 획”)이라고 불렀다. 클라인은 오늘날 표기의 검은 꼭짓점(0의 원상)과 흰 꼭짓점(1의 원상)을 각각 ⚬와 +로 표기하였다. 클라인이 찾던 리만 곡면은 리만 구의 11겹 분지 피복 {\displaystyle \mathbb {CP} ^{1}\twoheadrightarrow \mathbb {CP} ^{1}}이었으며, 모노드로미 군 {\displaystyle \operatorname {PSL} (2;\mathbb {F} _{11})}을 가진다. 이로부터, 클라인은 이 벨리 사상을 나타내는 데생당팡은 나무이며, 11개의 변과 7개의 흰 꼭짓점과 5개의 검은 꼭짓점을 가지며, 그 가운데 3개의 검은 꼭짓점은 3차 꼭짓점이며 4개의 흰 꼭짓점은 2차 꼭짓점이라는 사실을 유추하였다. 클라인은 이 조건들을 모두 충족시키는 10개의 데생당팡을 모두 나열한 뒤, 이들의 모노드로미 군을 각각 계산하여 자신이 찾는 리만 곡면에 해당하는 데생당팡이 10개의 가능성 가운데 어느 것인지 찾을 수 있었다.
1970년대에 알렉산더 그로텐디크는 벨리 정리를 추측하였으나, 피에르 들리뉴는 이를 거짓이라고 생각하였다. 그러나 곧 1979년에 겐나디 벨리가 벨리 정리를 증명하였다. 이에 대하여 그로텐디크는 다음과 같이 적었다.
| “ | 이러한 가정(假定)은 너무 말도 안되는 것 같아, 이를 전문가들에게 물어보는 것 자체가 거의 창피할 수준이었다. 들리뉴는 실제로 이를 정신이 나간 아이디어라고 생각했지만, 딱히 적당한 반례를 찾지는 못했다. 곧 소련의 수학자 벨리는 헬싱키 세계 대회에서 바로 이 정리를 발표하였으며, 그 증명은 당황스러울 정도로 단순한 — 들리뉴의 자그마한 편지지로는 두 쪽도 채우지 못할 정도로 — 것이었다. 이렇게 깊고 놀라운 결과가 이렇게 몇 줄만으로 증명된 것이다! Une telle supposition avait l’air à tel point dingue que j’étais presque gêné de la soumettre aux compétences en la matière. Deligne consulté trouvait la supposition dingue en effet, mais sans avoir un contrexemple dans ses manches. Moins d’un après, au Congrès International de Helsinki, le mathématicien soviétique Bielyi annonce justement ce résultat, avec une démonstration d’une simplicité déconcertante tenant en deux petites pages d’une lettre de Deligne — jamais sans doute un résultat profond et déroutant ne fut démontré en si peu de lignes! | ” |
|   | — :14–15 |   |

이에 영향을 받아, 알렉산더 그로텐디크가 1984년에 데생당팡을 도입하였다.
“데생당팡”은 프랑스어로 “어린이의 그림”이라는 뜻이다.
프랑스어: dessin d’enfant 데생당팡[*]=dessin 데생[*]그림 + de 드[*]~의 + enfant 앙팡[*]어린이
이는 데생당팡의 정의에 등장하는 그래프는 한붓그리기가 가능하기 때문에, 마치 크레용을 스케치북에서 떼지 않고 마구 그린 그림과 유사하기 때문이다.
이에 대하여 그로텐디크는 다음과 같이 적었다.
| “ | 기술적으로 매우 단순한 이 발견은 내게 매우 강한 인상을 남겼으며, 나의 감상의 전환점 — 나의 수학에 대한 관심의 구심점의 이동 및 갑작스러운 집중 — 을 이룬다. 일개 수학적 사실이 이렇게 내게 강한 인상을 남긴 것은 이것이 처음이라고 생각한다. 이는 물론 다루어지는 수학적 대상이 매우 익숙하며 기초적이기 때문이다. 어린이가 종이에 아무렇게나 그린 그림이 (적어도 연필을 종이에서 떼지 않고 그렸을 때) 그 구체적 예가 된다. 이러한 그림에 대하여 미묘한 수론적 불변량이 연관된다 — 그러나 한 획만 더 긋더라도 이는 완전히 엉망이 돼 버린다. Cette découverte, qui techniquement se réduit à si peu de choses, a fait sur moi une impression très forte, et elle représente un tournant décisif dans le cours de mes réflexions, un d ́eplacement notamment de mon centre d’intérêt en mathématique, qui soudain s’est trouvé fortement localisé. Je ne crois pas qu’un fait mathématique m’ait jamais autant frappé que celui-là, et ait eu un impact psychologique comparable. Cela tient sûrement à la nature tellement familière, non technique, des objets considérés, dont tout dessin d’enfant griffonné sur un bout de papier (pour peu que le graphisme soit d’un seul tenant) donne un exemple parfaitement explicite. A un tel dessin se trouvent associés des invariants arithm ́etiques subtils, qui seront chamboulés complètement dès qu’on y rajoute un trait de plus. | ” |
|   | — :12–13 |   |

## 참고 문헌
1. ↑  Zapponi, Leonardo (2003년 8월). “What is … a dessin d’enfant?” (PDF). 《Notices of the American Mathematical Society》 (영어): 788–789.
2. ↑  Girondo, Ernesto; González-Diez, Gabino (2012년 2월). 《Introduction to compact Riemann surfaces and dessins d’enfants》. London Mathematical Society Student Texts (영어) 79. Cambridge University Press. doi:10.1017/CBO9781139048910. ISBN 978-0-521-74022-7. Zbl 1253.30001.
3. ↑  Lando, Sergei K.; Zvonkin, Alexander K. (2004). 《Graphs on surfaces and their applications》. Encyclopaedia of Mathematical Sciences (영어) 141. Springer-Verlag. doi:10.1007/978-3-540-38361-1. ISBN 978-3-642-05523-2. Zbl 1040.05001.
4. ↑  Oesterle, Joseph (2002년 6월). “Dessins d’enfants”. 《Séminaire Bourbaki》 (프랑스어) 44 (907): 285–305. MR 2074061. Zbl 1076.14040.
5. ↑  Klein, Felix (1879). “Ueber die Transformation elfter Ordnung der elliptischen Functionen (mit einer lithogr. Tafel)”. 《Mathematische Annalen》 (독일어) 15 (3): 533–555. doi:10.1007/BF02086276. ISSN 0025-5831.
6. ↑  Schneps, Leila (1994년 9월). 〈Introduction〉.   Schneps, Leila. 《The Grothendieck theory of dessins d’Enfants》. London Mathematical Society Lecture Note Series (영어) 200. Cambridge University Press. 1–16쪽. doi:10.1017/CBO9780511569302.001. ISBN 978-0-52147821-2.
7. ↑  Белый, Геннадий Владимирович (1979). “О расширениях Галуа максимального кругового поля”. 《Известия Академии наук Союза Советских Социалистических Республик. Серия математическая》 (러시아어) 43 (2): 267–276. MR 534593. Zbl 0409.12012.
8. 1 2 3  Grothendieck, A. (1984), 《Esquisse d’un programme》 (PDF) (프랑스어)[깨진 링크(과거 내용 찾기)]

- Goldring, Wushi (2012). 〈Unifying themes suggested by Belyi’s theorem〉 (PDF).   Goldfeld, Dorian; Jorgenson, Jay; Jones, Peter; Ramakrishnan, Dinakar; Ribet, Kenneth Alan; Tate, John. 《Number theory, analysis and geometry.  In memory of Serge Lang》 (영어). Springer-Verlag. 181–214쪽. doi:10.1007/978-1-4614-1260-1_10. ISBN 978-1-4614-1259-5.[깨진 링크(과거 내용 찾기)]